# Corbacera
Corbacera es una entidad de población española del municipio de Vecinos, perteneciente a la provincia de Salamanca, en la comunidad autónoma de Castilla y León.

## Historia
Hacia mediados del siglo XIX, el lugar, referido por entonces como una alquería agregada a Matilla de los Caños, tenía contabilizada una población de dieciséis habitantes. Aparece descrito en el sexto volumen del Diccionario geográfico-estadístico-histórico de España y sus posesiones de Ultramar de Pascual Madoz con las siguientes palabras:

CORBACERA: alq. agregada al ayunt. de Matilla de los Caños, en la prov., part. jud. y dióc. de Salamanca (5 leg.). Hállase sit. en un valle rodeado de 3 pequeoñs tesos, cuyo clima, aunque frio, es saludable. Su term. confina al N. con Pajuela (1/2 leg.); E. con Negrillos (1/2); S. con Matilla (1/2), y O. con Galleguillos (1/4). En él se encuentra una igl. (Ntra. Sra. de la Asuncion), anejo de la parr. de Lleu, 1 1/2 leg. Se compone todo él de mas de 1000 huebras de tierra, siendo de labor 330, que se labran á 3 hojas. El terreno es de mediana calidad, todo circundado de monte de encina bastante espeso, prod. cereales, siendo el trigo la mayor cosecha; el monte abunda en pasto para ganado cerdoso. pobl.: 3 vec. y 16 alm.
(Madoz, 1847, p. 574)

En la actualidad, pertenece al municipio de Vecinos. En 2022, tenía empadronados seis habitantes.